# Gleb Sergejewitsch Retiwych
Gleb Sergejewitsch Retiwych (russisch Глеб Сергеевич Ретивых, englisch Gleb Retivykh; * 30. Dezember 1991 in Tschaikowski, Oblast Perm, Russland) ist ein ehemaliger russischer Skilangläufer.

## Werdegang
Retiwych nahm seit 2008 am Skilanglauf-Eastern-Europe-Cup teil. Dabei holte er bisher acht Siege und gewann in der Saison 2011/12 die Gesamtwertung (Stand:Saisonende 2021/22). Im Februar 2009 holte er beim Europäischen Olympischen Winter-Jugendfestival 2009 in Szczyrk die Goldmedaille im Sprint. Bei den Juniorenweltmeisterschaften 2010 in Hinterzarten gewann er Silber mit der Staffel. Sein erstes Weltcuprennen lief er im Februar 2011 in Rybinsk, welches er mit dem 14. Platz im Sprint beendete und damit auch seine ersten Weltcuppunkte holte. Im März 2011 erreichte er in Lahti mit dem neunten Rang im Sprint seine erste Top-Zehn-Platzierung im Weltcup. Bei den Juniorenweltmeisterschaften 2011 in Otepää holte er Silber mit der Staffel und Bronze im Sprint. Die Saison 2011/12 beendete er auf dem 43. Platz in der Weltcupgesamtwertung und dem 14. Rang in der Sprintwertung. Bei allen sechs Sprintrennen, bei den er in der Saison antrat, holte er Weltcuppunkte. Seine bisher beste Platzierung bei einem Weltcuprennen belegte er im Februar 2012 in Moskau und im März 2013 in Lahti mit dem fünften Rang im Sprint. Bei den U23-Weltmeisterschaften 2012 in Erzurum gewann er Gold im Sprint. In der Saison 2015/16 kam er bei sechs Teilnahmen im Weltcup, viermal in die Punkteränge. Seine beste Platzierung dabei war der fünfte Platz im Sprint in Planica. In der folgenden Saison erreichte er bei den allen Weltcupteilnahmen Punkte. Dabei holte er im Februar 2017 in Pyeongchang im Sprint und im Teamsprint zusammen mit Andrei Parfjonow seine ersten Weltcupsiege und errang zum Saisonende den 32. Platz im Gesamtweltcup und den 11. Platz im Sprintweltcup. Bei den nordischen Skiweltmeisterschaften 2017 in Lahti kam er auf den 15. Platz im Sprint. In der Saison 2017/18 belegte er den 72. Platz beim Ruka Triple, den 41. Rang bei der Tour de Ski 2017/18 und den 66. Platz beim Weltcupfinale in Falun. Im Januar 2018 wurde er beim Weltcup in Dresden zusammen mit Andrei Krasnow Dritter im Teamsprint.
In der Saison 2018/19 belegte Retiwych den 55. Platz beim Lillehammer Triple und erreichte mit sechs Top-Zehn-Platzierungen, darunter Platz zwei im Sprint in Dresden, den 25. Platz im Gesamtweltcup und den siebten Rang im Sprintweltcup. Zudem wurde er in Dresden zusammen mit Artjom Malzew Dritter im Teamsprint. Beim Saisonhöhepunkt, den Nordischen Skiweltmeisterschaften 2019 in Seefeld in Tirol, holte er die Bronzemedaille im Sprint und die Silbermedaille zusammen mit Alexander Bolschunow im Teamsprint. Nach Platz 60 beim Ruka Triple zu Beginn der folgenden Saison, errang er den 44. Platz bei der Tour de Ski 2019/20 und in Dresden zusammen mit Andrei Krasnow den dritten Platz im Teamsprint. Zudem belegte er bei der Skitour den 52. Platz und kam bei Sprintrennen achtmal unter die ersten Zehn. Er belegte damit erneut den siebten Platz im Sprintweltcup. In der Saison 2020/21 errang er den 47. Platz beim Ruka Triple, den 46. Platz bei der Tour de Ski 2021 und siegte in Dresden im Teamsprint. Zudem kam er bei allen sieben Sprintweltcups unter die ersten Zehn, davon zweimal auf den zweiten Platz und einmal auf den dritten Rang und erreichte damit den 17. Platz im Gesamtweltcup und den zweiten Rang im Sprintweltcup. Beim Saisonhöhepunkt, den Nordischen Skiweltmeisterschaften 2021 in Oberstdorf, gewann er zusammen mit Alexander Bolschunow die Bronzemedaille im Teamsprint und errang zudem den neunten Platz im Sprint. In der folgenden Saison errang er in Dresden den dritten Platz im Teamsprint sowie den 41. Platz bei der Tour de Ski 2021/22 und erreichte damit den 28. Platz im Gesamtweltcup und den neunten Rang im Sprintweltcup.
Retiwych ging 2022 das letzte Mal an den Start.

## Erfolge

### Weltcupsiege im Einzel
| Nr. | Datum           | Ort         | Disziplin               |
| --- | --------------- | ----------- | ----------------------- |
| 1.  | 3. Februar 2017 | Pyeongchang | 1,5 km Sprint klassisch |

### Weltcupsiege im Team
| Nr. | Datum             | Ort         | Disziplin                        |
| --- | ----------------- | ----------- | -------------------------------- |
| 1.  | 5. Februar 2017   | Pyeongchang | Teamsprint Freistil 1            |
| 2.  | 20. Dezember 2020 | Dresden     | 6 × 1,3 km Teamsprint Freistil 2 |

### Siege bei Continental-Cup-Rennen
| Nr. | Datum             | Ort            | Disziplin        | Serie              |
| --- | ----------------- | -------------- | ---------------- | ------------------ |
| 1.  | 23. Februar 2011  | Syktyvkar      | Sprint Freistil  | Eastern Europe Cup |
| 2.  | 21. November 2011 | Werschina Tjoi | Sprint klassisch | Eastern Europe Cup |
| 3.  | 23. November 2011 | Werschina Tjoi | Sprint Freistil  | Eastern Europe Cup |
| 4.  | 23. Dezember 2011 | Krasnogorsk    | Sprint Freistil  | Eastern Europe Cup |
| 5.  | 25. Februar 2014  | Syktyvkar      | Sprint Freistil  | Eastern Europe Cup |
| 6.  | 28. Februar 2015  | Rybinsk        | Sprint klassisch | Eastern Europe Cup |
| 7.  | 11. Februar 2018  | Moskau         | Sprint Freistil  | Eastern Europe Cup |
| 8.  | 28. Februar 2018  | Kononowskaja   | Sprint klassisch | Eastern Europe Cup |

## Platzierungen im Weltcup

### Weltcup-Statistik
Die Tabelle zeigt die erreichten Platzierungen im Einzelnen.
- 1.–3. Platz: Anzahl der Podiumsplatzierungen
- Top 10: Anzahl der Platzierungen unter den ersten zehn
- Punkteränge: Anzahl der Platzierungen innerhalb der Punkteränge
- Starts: Anzahl gelaufener Rennen in der jeweiligen Disziplin
- Hinweis: Bei den Distanzrennen erfolgt die Einordnung gemäß FIS.

| Platzierung               | Distanzrennen a | Distanzrennen a | Distanzrennen a | Distanzrennen a | Distanzrennen a | Skiathlon Verfolgung | Sprint | Etappen- rennen b | Gesamt | Team c | Team c  |
| Platzierung               | ≤ 5 km          | ≤ 10 km         | ≤ 15 km         | ≤ 30 km         | > 30 km         | Skiathlon Verfolgung | Sprint | Etappen- rennen b | Gesamt | Sprint | Staffel |
| ------------------------- | --------------- | --------------- | --------------- | --------------- | --------------- | -------------------- | ------ | ----------------- | ------ | ------ | ------- |
| 1. Platz                  |                 |                 |                 |                 |                 |                      | 1      |                   | 1      | 2      |         |
| 2. Platz                  |                 |                 |                 |                 |                 |                      | 4      |                   | 4      |        |         |
| 3. Platz                  |                 |                 |                 |                 |                 |                      | 1      |                   | 1      | 4      |         |
| Top 10                    |                 |                 |                 |                 |                 |                      | 39     |                   | 39     | 10     | 1       |
| Punkteränge               |                 |                 | 1               |                 |                 |                      | 71     |                   | 72     | 13     | 2       |
| Starts                    | 1               | 3               | 25              |                 | 1               | 13                   | 85     | 11                | 139    | 13     | 2       |
| Stand: Saisonende 2021/22 |                 |                 |                 |                 |                 |                      |        |                   |        |        |         |

### Weltcup-Gesamtplatzierungen
| Saison  | Gesamt | Gesamt | Distanz | Distanz | Sprint | Sprint |
| Saison  | Punkte | Platz  | Punkte  | Platz   | Punkte | Platz  |
| ------- | ------ | ------ | ------- | ------- | ------ | ------ |
| 2010/11 | 47     | 89.    | -       | -       | 47     | 47.    |
| 2011/12 | 210    | 43.    | -       | -       | 210    | 14.    |
| 2012/13 | 85     | 58.    | -       | -       | 85     | 24.    |
| 2013/14 | 26     | 115.   | -       | -       | 26     | 61.    |
| 2014/15 | 44     | 95.    | -       | -       | 44     | 45.    |
| 2015/16 | 96     | 63.    | -       | -       | 96     | 28.    |
| 2016/17 | 197    | 32.    | -       | -       | 197    | 11.    |
| 2017/18 | 247    | 30.    | 2       | 99.     | 245    | 7.     |
| 2018/19 | 329    | 25.    | -       | -       | 329    | 7.     |
| 2019/20 | 330    | 26.    | -       | -       | 325    | 7.     |
| 2020/21 | 374    | 17.    | -       | -       | 369    | 2.     |
| 2021/22 | 217    | 28.    | -       | -       | 212    | 9.     |